# Boulevard Jean-Jaurès (Boulogne-Billancourt)
Pour les articles homonymes, voir Boulevard Jean-Jaurès.
Le boulevard Jean-Jaurès est la plus longue voie de communication de Boulogne-Billancourt dans les Hauts-de-Seine.

## Situation et accès

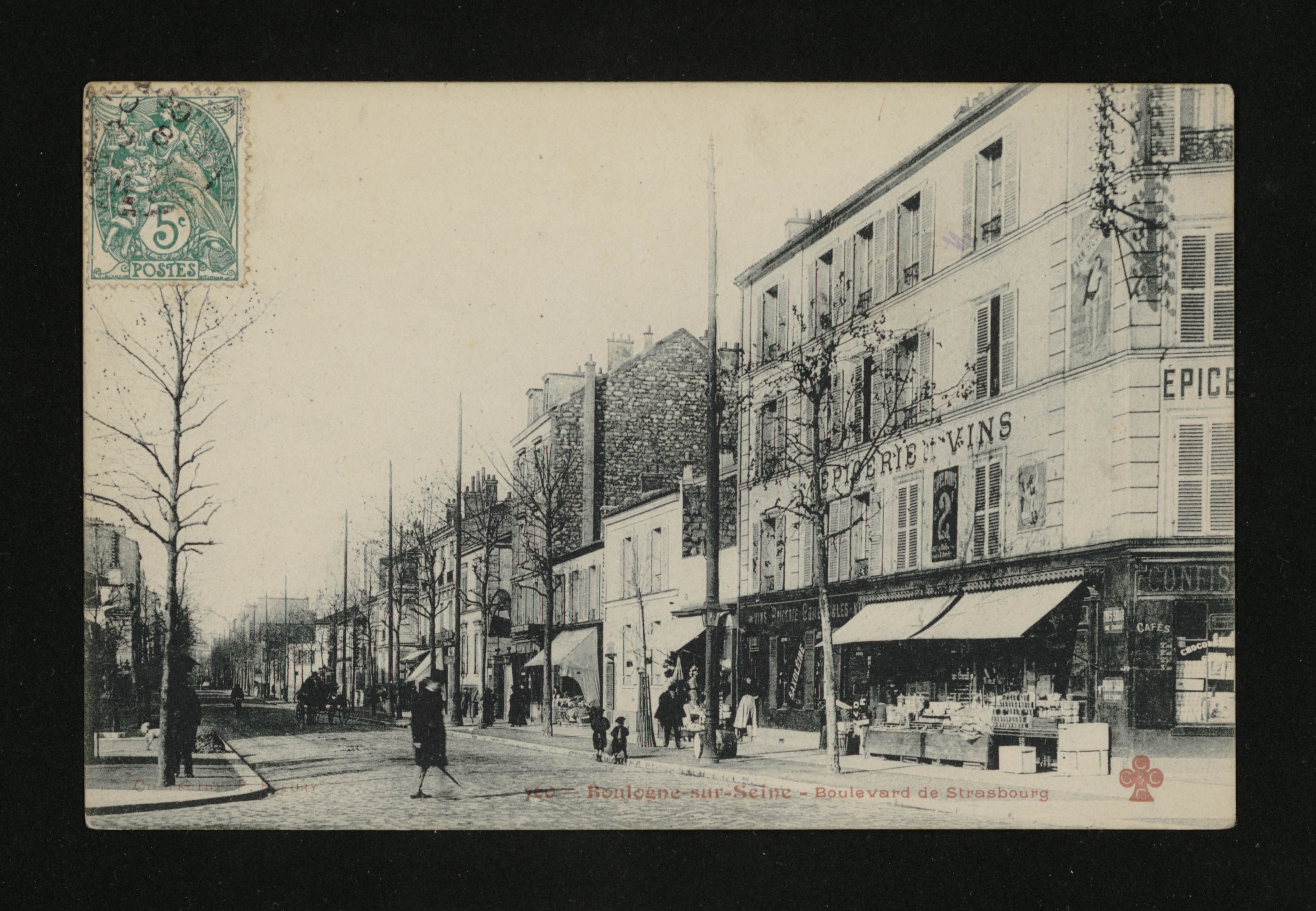
Carte postale du boulevard.

Ce boulevard rencontre notamment la route de la Reine puis la rue Gallieni, traverse la place Marcel-Sembat, croise la rue du Point-du-Jour et se termine dans l'axe des ponts de Billancourt.
Il est desservi par la station de métro Boulogne - Jean Jaurès sur la ligne 10 du métro de Paris et la station de métro Marcel-Sembat, sur la ligne 9.

## Origine du nom

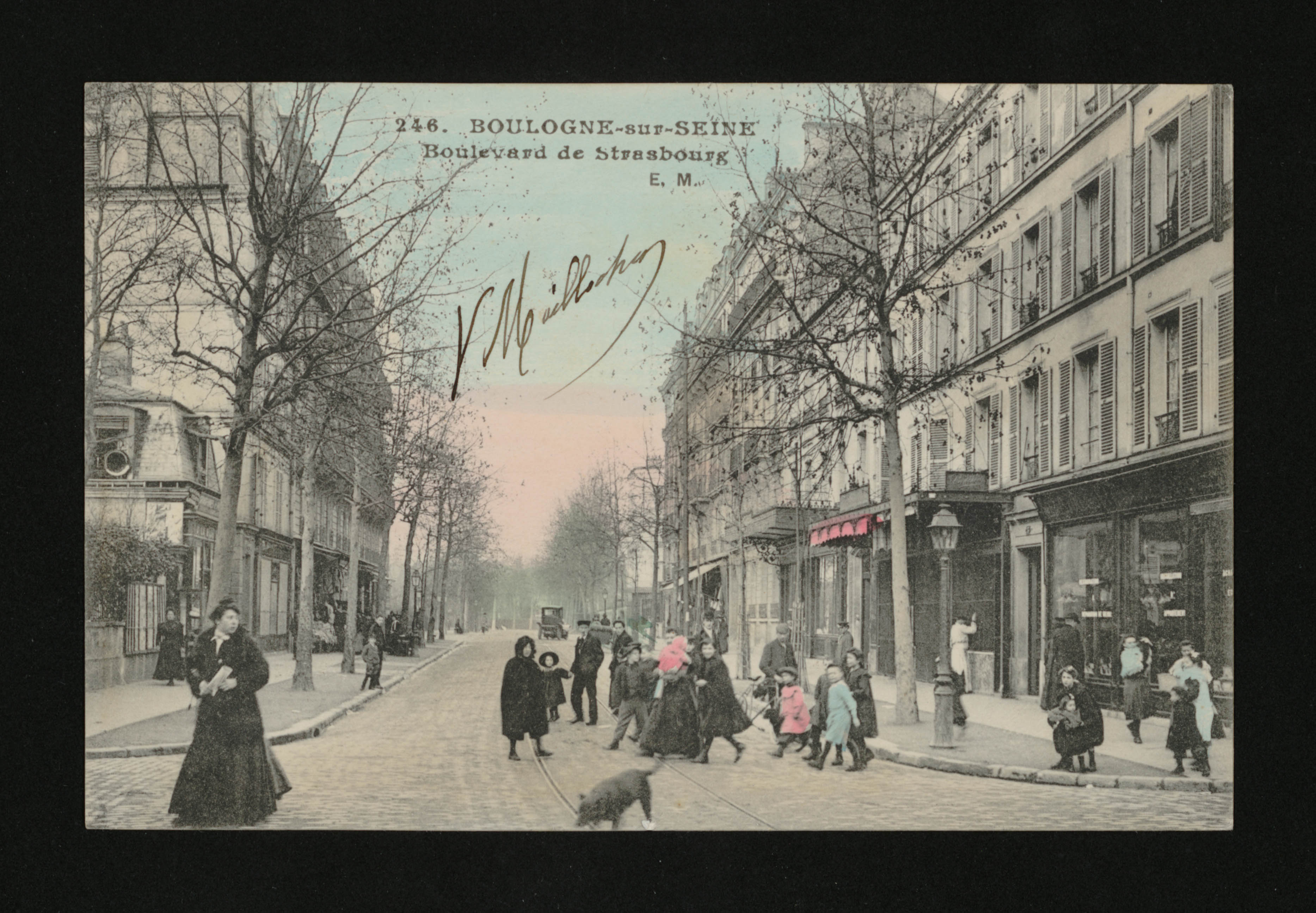
Le boulevard de Strasbourg.

Le nom de ce boulevard fait référence à Jean Jaurès (1859-1914), homme politique socialiste français.

## Historique

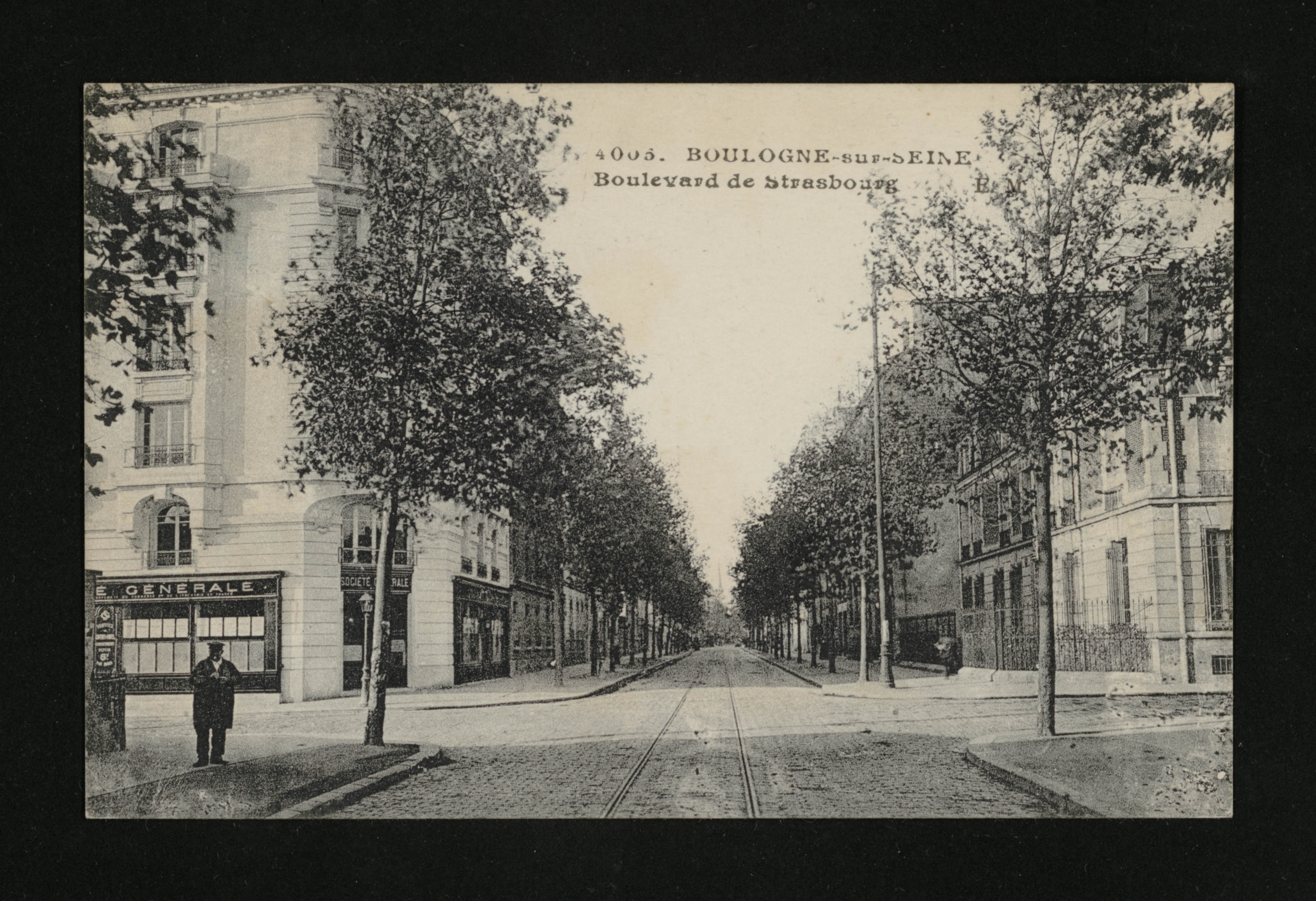
Le boulevard vers 1900.

Cette voie de communication, achevée en 1871 par le baron Haussmann qui désirait relier la capitale au bois de Boulogne, fut appelée boulevard de Strasbourg, à la suite de l'annexion de l'Alsace-Lorraine après la guerre de 1870.
Lors des bombardements de Paris et de sa banlieue durant la Première Guerre mondiale, le 29 juin 1918, des raids d'avions ciblent le no 93 et le no 113.

## Bâtiments remarquables et lieux de mémoire
- Église Notre-Dame de Boulogne.
- Emplacement d'une chapelle provisoire construite en 1946 pour remplacer l'ancienne église de l'Immaculée-Conception détruite par les bombardements. Cette chapelle disparut dans un incendie en 1966.